# Sprotte
Sprotte er en flod i den østlige del af den tyske delstat Thüringen en biflod til Pleiße fra venstre med en længde på 25 km. Den har sit udspring hvor tre småfloder løber sammen vest for Crimmitschau. Sprotte løber nordøstover gennem Nöbdenitz, og videre gennem  byen Schmölln til Saara, hvor den løber ud i Pleiße. Pleiße er en biflod til Weiße Elster, der løber ud i Saale, der er en af Elbens bifloder.
50°56′N 12°25′Ø / 50.93°N 12.42°Ø